# Hobbyhorse Revolution
Pour plus de détails, voir Fiche technique et Distribution.
Hobbyhorse Revolution est un film documentaire finlandais réalisé par Selma Vilhunen et sorti en 2017.

## Sujet
Le film parle de jeunes passionnés de chevaux bâton et du sentiment de communauté qui les unit.
Les personnages principaux du film sont trois jeunes filles : Aisku vise les championnats finlandais de cheval bâton, Alisa tourne des vidéos de chevaux bâton pour YouTube et Elsa s'inspire du hobby des chevaux bâton pour dessiner.

## Fiche technique
- Titre original : Hobbyhorse Revolution
- Réalisation : Selma Vilhunen
- Scénario : Okku Nuutilainen, Selma Vilhunen
- Photographie : Sari Aaltonen, Selma Vilhunen
- Montage : Helena Fredriksson, Okku Nuutilainen
- Musique : Henrik Oja
- Production : Venla Hellstedt, Elli Toivoniemi
- Sociétés de production : Tuffi Films
- Pays de production : Finlande
- Langue originale : finnois
- Format : couleur
- Genre : documentaire
- Durée : 88 minutes
- Dates de sortie[4] :
  - Finlande : 31 mars 2017

## Distribution
- Mariam Njie : elle-même (comme Mariam 'Aisku' Njie)
- Elsa Fionuir : elle-même (comme Elsa Salo)
- Alisa Aarniomäki : elle-même

## Récompenses et distinctions
- Festival du film de Tampere 2017 : Grand Prix de la compétition nationale pour les films de plus de 30 minutes
- Prix Jussi 2018 : meilleur film documentaire
- Festival Cinekid 2017 : Prix du Public

- (en) Hobbyhorse Revolution: Awards, sur l'Internet Movie Database